# Артуш Симонян
Артуш Володимирович Симоня́н (вірм. Արտուշ Վլադիմիրի Սիմոնյան, 2 червня 1960, Єреван) — колишній депутат парламенту Вірменії.

## Життєпис
Народився 2 червня 1960 року в Єревані.
- 1977—1982 — Єреванський державний університет. Сходознавець.
- 1981—1982 — працював в Алжирі військовим перекладачем.
- 1982—1984 — музеї літератури і мистецтва імені Є. Чаренца старшим науковим співробітником.
- 1984—1988 — інструктор ЦК ЛКСМВ.
- 1988—1996 — заступник директора Канакерської швейної фабрики.
- 1996—1998 — представник «Вірменських авіаліній» в Москві.
- 1998—2003 — заступник директора «Вірменських авіаліній».
- 2003—2007 — депутат парламенту. Член постійної комісії з питань зовнішніх відносин. Безпартійний.